# Lingua comoriana
Il comoriano (nome nativo Shikomor) è la lingua più diffusa e lingua ufficiale delle Comore e di Mayotte.
Si tratta di un insieme di dialetti swahili, ma con un'influenza della lingua araba molto più forte rispetto allo swahili standard. Ogni isola ha un dialetto diverso: quello di Anjouan è chiamato Shindzuani, quello di Mohéli Shimwali, quella di Mayotte Shimaore, e quello di Grande Comore Shingazija. 
Viene scritto sia in alfabeto arabo che latino.